# Georg Wilhelm Stange
Georg Wilhelm Stange († 21. März 1886 in Lübeck) war Mitinhaber eines der größten lübeckischen Speditionsgeschäfte sowie langjähriges Mitglied der Bürgerschaft.

## Leben

### Laufbahn

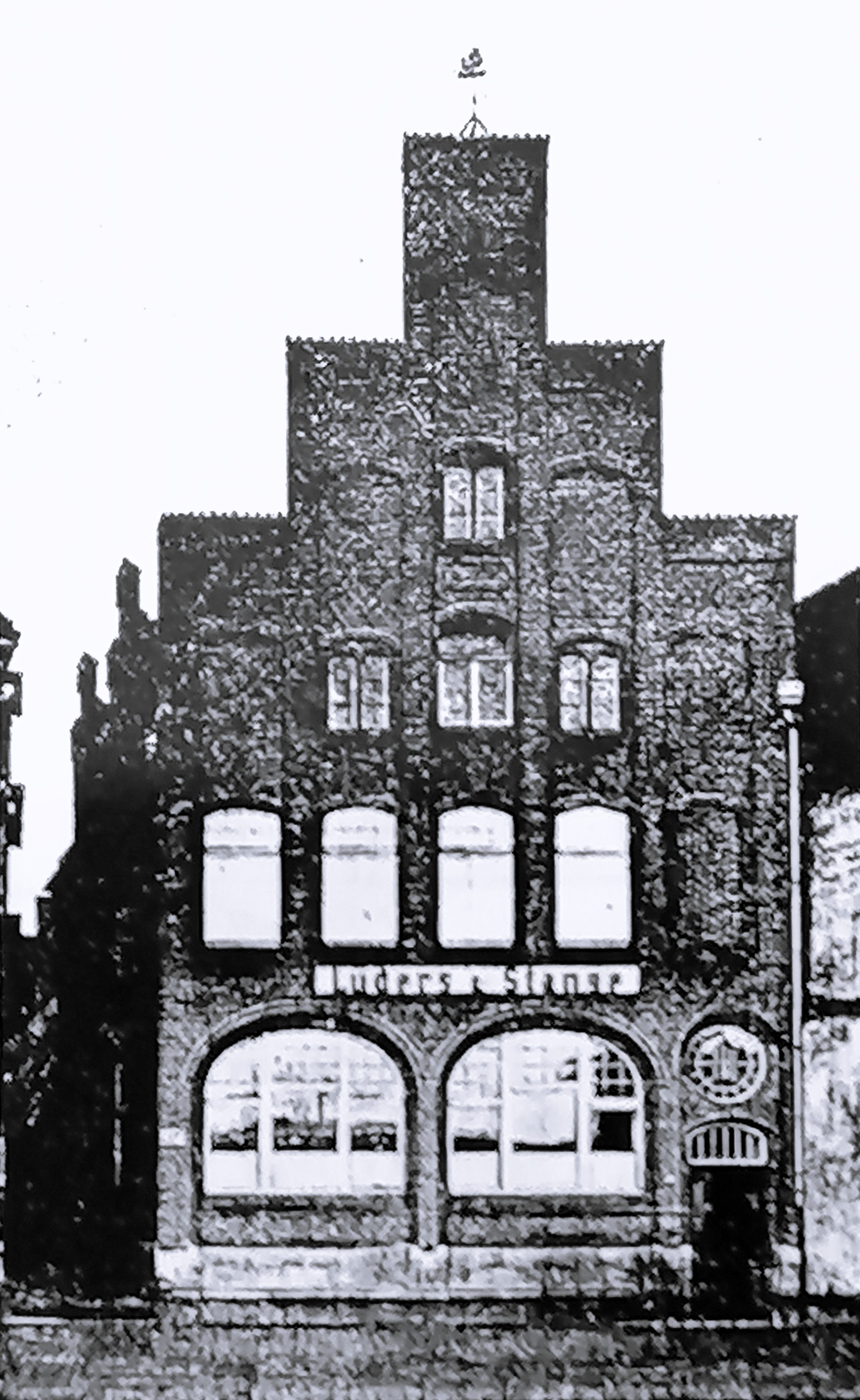
Geschäftshaus

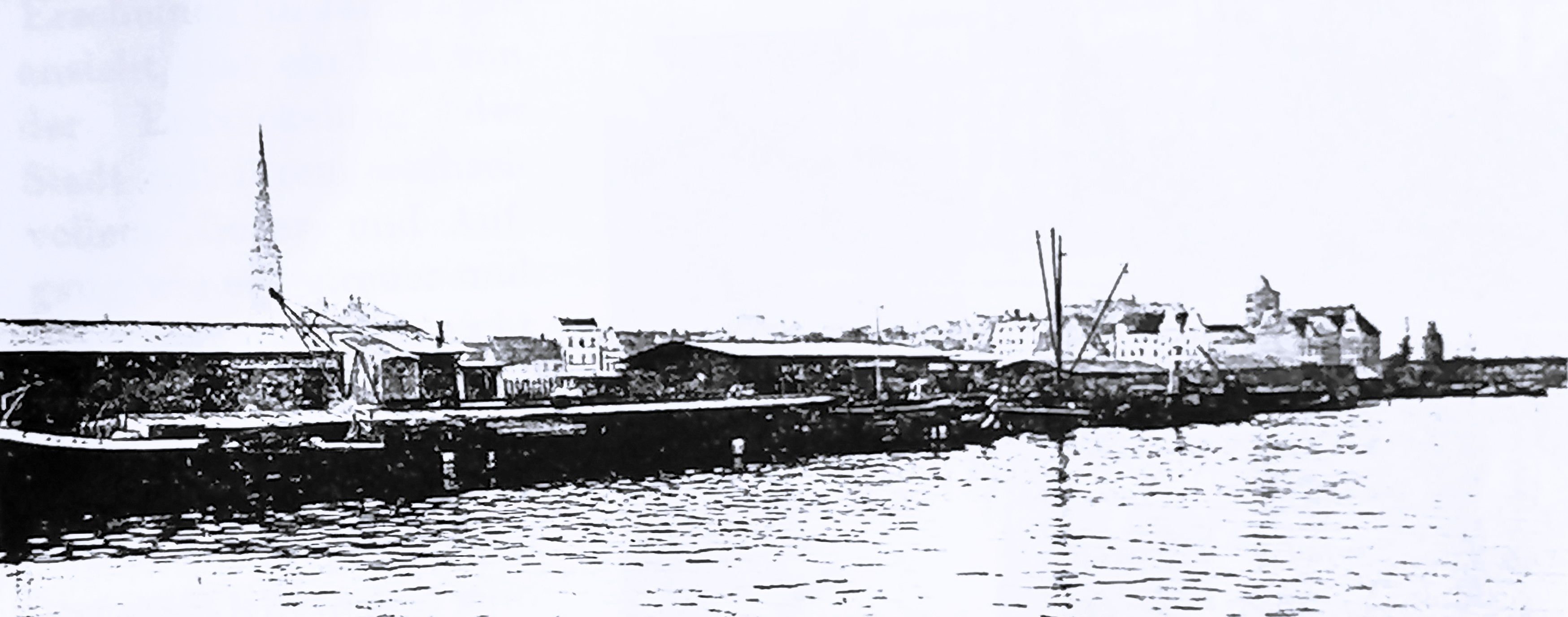
Umschlagplatz

1865 gründete Stange zusammen mit Johannes Meno Wilhelm Lüders in der Große Altefähre 727 Lüders & Stange. Die Firma wurde schon bald in die Untertrave 17
Die Firma entwickelte sich schon bald zu einer der ersten im Verkehr mit skandinavischen Norden. Hauptsächlich waren es Dänemark und Schweden.
Obgleich ihn sein Arbeitsanspruch dazu veranlasste sich in Bezug auf die Übernahme öffentlicher Ehrenämter ablehnend zu verhalten, war er dennoch in verschiedenen Richtungen im lübeckischen Gemeinwesen tätig. Seine ungewöhnliche geistige Begabung, sein scharfer Verstand, sein rasches und sicheres Urteil befähigten ihn, in der Bürgerschaft eine herausragende Stellung einzunehmen.
Die Gabe, in gewandter Rede den Kern der Sache zu treffen zeichnete ihn aus. Eine kaustische Schärfe, die seine Gegner zwar bisweilen unangenehm berührte, verstärkte in der Debatte die Wirkung seiner Gründe.
Als der Reichstagsabgeordnete Karl Peter Klügmann sich 1885 an die Handelskammer wandte, um über die Einführung einer Statistik des Warenverkehrs, sowie über damit zusammenhängende Fragen ein kaufmännisches Gutachten einzuholen, wurde Stange nach Berlin delegiert.
War Stange in geschäftlichen Angelegenheiten durchaus praktisch und besonnen, waren Gemälde und Antiquitäten seine kostspielige Liebhaberei. Die Gemäldesammlung sollte am 20. und 21. März 1879 durch das Auktionsinstitut von Johannes Matthias Heberle (H. Lempertz Söhne) in Köln öffentlich versteigert werden. Der 123 Nummern umfassende Katalog zeigte vorwiegend Niederländer des 17. Jahrhunderts nebst 10 photographischen Abbildungen. Ein Exemplar des Kataloges war im Lesezimmer der lübeckischen Stadtbibliothek einsehbar.
In der Großen Altenfähre 7 wohnend, verstarb Stange 52-jährig an einem Sonntag plötzlich und unerwartet.

### Kaufmannschaft
In der Versammlung der Handelskammer vom 6. April 1875 wurde Stange, als Mitglied der Kaufmannschaft, in den Ausschuß der Handelskammer für Eisenbahnangelegenheiten gewählt.
Ein Rundschreiben des Ausschusses des Deutschen Handelstages aus Berlin vom 23. Februar 1877 übermittelte ein Schreiben des Reichseisenbahnamtes, das von einem neuen Eisenbahn-Frachtbrief-Formular begleitet wurde undum eine gutachtliche Erklärung darüber ersuchte. Aus Hermann Lange, Gotth. Joach. Georg Schwartzkopf und Stange wurde eine Kommission gebildet, an die das Formular überwiesen wurde.
Ende Juni 1877 sollte die Neuwahl dreier Kaufmannschaftsmitglieder bestellten Handelskammer stattfinden. Für den austretenden Heinr. Wilh. Hamann wurden Stange, Georg Eduard Tegtmeyer und Charles Hornung Petit vorgeschlagen.
Am 22. Juni 1877 wurde die Versammlung der Kaufmannschaft von 93 Mitgliedern besucht. An Stelle der ausscheidenden Handelskammer-Mitglieder Carl William Freese, Hamann und Christian Arnold Behn wählte die Kaufmannschaft Ernst Heinr. Carl Carstens mit 53, Stange mit 65 und Johann Heinrich Heitmann mit 50 Stimmen.
Auf der Handelskammerversammlung wurde am 8. Januar 1878 die Einsetzung einer Kommission zur Beratung über die Einrichtung einer Kaufleute-Witwen-Kasse beschlossen. In diese wurden deren Präses Johannes Albrecht Suckau, August Heinrich Peter Wohlert, Stange, Lange, Paul Ernst Reimpell und Franz Heinr. Freitag gewählt.
Im Juli 1879 wurde bei der neuen Geschäftsverteilung der Handelskammer Stange zum ersten Stellvertreter des Präses erwählt. Im Juli 1881 wurde Ferdinand Dahlberg an Stelle von Stange zum ersten Stellvertreter des Vorsitzenden der Handelskammer erwählt. Für die Wahl im Juni 1883 wurden für Stange Georg Wilh. Herm. Willmann, Christ. Wilh. Heinr. Pape und Petit vorgeschlagen. Als Willmann für die darauffolgenden sechs Jahre erwählt wurde, trat Stange am 22. Juni 1883 ordnungsmäßig aus.
In der Versammlung am 10. November 1879 wurde ein Schreiben des Dampfschiffsreeders Henry Koch vom 8. vorgelegt. In jenem erbot er sich von Neuem, die Dampfschiffe der Handelskammer zu kaufen und dagegen gewisse Verpflichtungen hinsichtlich des Bugsierdienstes zu übernehmen. Man verwies die Vorlage an den Bugsierausschuss und beschloss diesen durch die Handelskammermitglieder Stange, Lange, Friedrich Heinrich Bertling und Dahlberg zu verstärken.
Am 2. Juli 1880 wählte die Kammer an Stelle des aus dem Ausschuss für das Bureau und die Bibliothek ausgeschiedenen Reimpell Stange.
Ein Schreiben der Berginspektion in Segeberg vom 6. August 1880 berichtete, dass die Inspektion beauftragt worden sei, sich in Lübeck über die Höhe der dortigen Schiffsfrachten für Salz nach den Ostseehäfen zu erkundigen und wie viel Salz zur See in der Hansestadt ein- und ausgeführt würden. Am 10. August 1880 wurde die Einsetzung einer Kommission für die Frage der Ausfuhr von Salz und etwaigen anderen Produken des Segeberger Bergwerks beschlossen. In diese wurden erwählt: Stange, Georg Arnold Behn, Bertling, Gotth. Joach. Georg Schwartzkopf und Heinrich Gaedertz.
In den Ausschuss für das Bureau und die Bibliothek ersetzte Stange Willmann, in dem Ausschuss für Eisenbahnangelegenheiten ersetzte Stange Friedrich Ewers, in den Ausschuss für Schifffahrtsangelegenheiten ersetzte Stange Ernst Stiller und in den Ausschuss für Zollangelegenheiten wurde Stange ebenfalls durch Willmann ersetzt.

### Wirtschaftförderer
Der aus Heinrich Theodor Behn (Vorsitz), Heinrich Mann, Suckau, sowie Carl Herm. Heinr. Franck und Robert Peacock bestehende lübeckische Zweig des Vereins für Hebung der Fluß- und Canalschiffahrt wuchs 1878 um Rud. Carl Müller, Hinrich Christian Otto, Stange und August Rehder an. Es wurde die von Baurat Carl August Wilhelm Lohmeyer aus Ratzeburg vorgetragene projektierte Korrektur des Stecknitzkanals, welche am 29. Mai 1878 auf der Hauptversammlung in Berlin als Tagesordnungspunkt durch den lübeckischen Vorsitzenden zu vertreten war, diskutiert und gebilligt.
Auf der am 28. Oktober 1878 in Mölln abgehaltenen Versammlung des vereinigten Lübeck-Lauenburgischen Elbe-Trave-Canal-Comites, an welcher die Herren Rehder, Stange und Franck aus Lübeck teilnahmen, wurden der Bericht über die Vorarbeiten für den Kanalbau und die an die preußische und lübeckische Regierung sowie an die Ritter- und Landschaft des Kreises Herzogtum Lauenburg zu richtenden Schreiben fertiggestellt. Als Mitglied des Ausschusses vom lübeckischen Zweigvereins zur Hebung der deutschen Fluß- und Canalschifffahrt trat Stange entschieden für den Bau des Elbe-Trave-Kanals ein und bereits 1881 mahnte er in der Bürgerschaft ernsthaft zum raschen Handeln in dieser Angelegenheit. Durch einen Auszug aus dfem Protokoll der Baudeputation wurde die Handelskammer 1882 aufgefordert, Delegierte zu ernennen, welche mit Deputationsvertretern und der Direktion der LBEG darüber zu beraten haben, ob der Elbe-Trave-Kanal durch den Krähen- und Mühlenteich oder direkt von der Wakenitz in der Nähe des Burgtors der Richtung auf die Spitze des Teerhofs in die Trave zu leisten sei. Die Kammer bestellte am 3. Januar 1882 ihren Präses Suckau, Stange, Johann Hermann Eschenburg und Georg Arnold Behn als Delegierte.
Ein gemischte Kommission aus dem Senat (Gabriel Christian Carl Hermann Schroeder und Heinrich Mann) und der Handelskammer (Suckau, Hinrich Christian Otto, Wohlert, Bertling, Stange und Lange) erörterte am 6. März 1879 die vom Bundesrat in Aussicht genommene Warenausfuhrstatistik.

### Politik
Bei der Bürgerschaftswahl am 20. Juni 1877 für den I. Wahlbezirk (Jakobi Quartier und Vorstadt St. Gertrud) wurde Stange als einer von sieben Vertretern in die Bürgerschaft gewählt. Von 1255 Bürgern übten 206 ihr Wahlrecht aus. Er erhielt 172 Stimmen.
Auf der stark besuchten Versammlung von Mitgliedern der Bürgerschaft stellte am 31. Mai 1878 eine Liste von Wahlbürgern für die am 3. Juni 1878 stattfindende Senatswahl auf. Sie umfasste Franz Georg Friedr. Gossmann, Bertling, Heinr. Phil. Christ. Kasch, Suckau, Stange, Wilh. Friedr. Gabr. Steinmann, Heinr. Georg Jos. Max Deuster, Johannes Nicolaus Heinrich Rahtgens, Theodor Sartori, Friedr. Wilh. Schwartzkopf, Heinrich Klug, Adolf Brehmer und J. F. H. Böge (Schlutup).
Bei der Bürgerschaftswahl am 23. Juni 1883 gingen von 1097 Wahlberechtigten 722 (66 %) zur Wahlurne. Die Beteiligung war eine noch größere und das Resultat für den Vaterstädtische Verein (53 %) ein noch günstigeres, als in den beiden vorhergehenden Quartieren. Stange erhielt 580 Stimmen.

#### Wortführer
Am 17. Juli 1878 wählte der Bürgerausschuss für die Dauer eines Jahres frn bisherigen Wortführer, Richter Joach. Ludo. Albr. Priess, wieder. Zu seinem ersten Stellvertreter erwählte man Stange und zum zweiten Stellvertreter Ad. Joh. Ludolph Hammerich.
Ein gemischte Kommission aus dem Senat (Gabriel Christian Carl Hermann Schroeder und Heinrich Mann) und der Handelskammer (Suckau, Hinrich Christian Otto, Wohlert, Bertling, Stange und Lange) erörterte am 6. März 1879 die vom Bundesrat in Aussicht genommene Warenausfuhrstatistik.

#### Bürgerausschuss
Am 19. Juli 1875 wurde Stange als eines der 15 Mitglieder des Bürgerausschusses erwählt.
ca
Auf der Sitzung vom 15. März 1876 wurde der Senatsantrag auf Bewilligung von 1600 ℳ an die Kirchengemeinde von St. Aegidien zur Deckung ihres 1875er Defizits an eine aus Carl Wilh. Dittmer, Stange und Hammerich gebildete Kommission verwiesen.
Der Bürgerausschuss bildete am 8. Januar 1879 zur Aufstellung von Vorschlägen über die Verwendung des Blohm'schen Legates eine Kommission. In ihr waren Heinrich Klug, Anton Ferdinand Benda, Stange, Johannes Nicolaus Heinrich Rahtgens, Theodor Sartori, Freese, Johann Heinrich Harms und Carl Joh. Matz die Bürgerlichen Deputierten.
Am 23. Juli 1879 bewilligte der Ausschuss ℳ 1200 für die Sedanfeier. Ein dringlicher Antrag, betreffend Revision der Stempelordnung wurde an eine aus Brehmer, Stange, Eduard Hach, Schorer und Buck bestehenden Kommission, mit der Bitte schon zur Sitzung der folgenden Woche Bericht zu erstatten, verwiesen.
Der Senatsantrag ein Schlachthaus auf der Roddenkoppel an der Schwartauer Chaussee gegenüber der Reiserstraße zu errichten wurde am 31. März 1880 an die aus Theodor Sartori, Theodor Schorer, Stange, Hach und Carl Friedrich Matthias Bock gebildete Kommission verwiesen.

##### Synagoge
Die am 20. September 1876 niedergesezte aus Theodor Schorer, Heinrich Alphons Plessing, Jac. Ant. Friedr. Grube, Stange und August Sartori bestehende Kommission zur Begutachtung des Senatsantrages, 30.000ℳ an die israelitische Gemeinde als Beihilfe zum Bau einer Synagoge und Schule zu bewilligen, hat unter dem 18. Oktober einen gedruckten Bericht erstattet und in demselben dem Bürgerausschuss empfohlen, den Senatsantrag abzulehnen.
1. die Kommission erachtete es nicht als angemessen, für besondere konfessionelle Schulen einen Staatsbeitrag zu befürworten. Die Notwendigkeit wurde für die israelitische Gemeinde nicht anerkannt.
2. die Kommission hatte sich durch Augenschein davon überzeugt, dass das von der Gemeinde benutzte Lokal in der Wahmstraße für die Bedürfnisse derselben, wenn einige bauliche Veränderungen vorgenommen würden, vollkommen genüge.

Der Raum für dieselben sei hinreichend vorhanden, und die Mittel würden nicht fehlen, wenn die Gemeinde ihr Grundstück in der St.-Annen-Straße veräußerten. Dieses wäre entbehrlich, sobald die Synagoge in der Wahmstraße verbliebe.

#### Bürgerlicher Deputierter
Der Senat erwählte am 18. Oktober 1873 an Stelle der abtretenden Hermann Rittscher. Bock und Hinrich Christian Friedrich Lorentz Heinrich Alphons Plessing, Johann Heinrich Albert Hümöller und Stange zu Bürgerlichen Deputierten zu Schätzungsbürgern bei der Schätzungs-Commission.
Am 15. Juli 1874 wurde an Stelle des abtretenden Hans Joach. Damm bei der Baudeputation Stange erwählt. Am 26. Juni 1880 erwählte der Senat an Stelle des abtretenden Stange Christian August Siemssen.
Am 18. Oktober 1879 at der Senat an Stelle des abtretenden Heinrich Alphons Plessing Stange zum Schätzungsbürger bei den Schätzungskommissionen für die Stadt erwählt.

#### Richter
Auf der Versammlung der Handelskammer am 5. Dezember 1876 waren Seitens der Handelskammer Wahlvorschläge für die Wahl eines kaufmännischen stellvertretenden Richters beim Handelsgericht für Christian Arnold Behn einzureichen. Es wurden Stange und Heitmann vorgeschlagen.

#### Beisitzer
Auf Grund der Bestimmungen im § 7 des Reichsgesetzes vom 27. Juli 1877, betreffend die Untersuchung von Seeunfällen, sowie der unterm 17. Dezember zu diesem Gesetze erlassenen Ausführungsverordnung hat der Senat die Liste der Beisitzer des Seeamtes für 1878 festgestellt. Auf jener Liste war Stange einer von ihnen.
Auf Grund der Bestimmungen in dessen §§ 8 und 10 nahm der Senat Stange auch in die Liste der Beisitzer des Seeamtes für 1881 auf.

#### Delegiertenkonferenz der deutschen Seehandelsplätze
Ein Senatsdekret vom 23. März 1878 besagte, dass der vom Bundesrat in den Sitzungen vom 9. Mai und 14. Juni 1877 gefasste Beschlüsse, betreffend der Änderungen der Vorschriften über die Statistik des Warenverkehrs mit dem Ausland eine Kommission berufen worden sei, die das Ergebnis der Beratungen am 27. Februar 1878 dem Bundesrat berichtete. Bei der tiefgreifenden Bedeutung, welche von der Kommission in ihrem Bericht vorgeschlagenen gesetzlichen Bestimmungen für den gesamten Handelsverkehr beigemessen werden musste, wurde es dem Senat erwünscht, über die dieserhalb in kaufmännischen Kreisen herrschende Auffassungen unterrichtet zu werden. Zu diesem Zweck ordnete der Senat eine nähere Prüfung derselben an und sandte der Handelskammer ein Berichtsexemplar mit der Aufforderung, sich ebenfalls über dieses zu äußern. Die Kammer beschloss am 2. April 1878 die Einsetzung einer Kommission zur Prüfung der Sachlage und Berichterstattung. In jene wurden Stange, Herm. Joh. Friedr. Bachér, Bertling, Emil Heinr. Alexand. Otto, Wohlert, Lange, Heinr. Ferd. Friedr. Schweighoffer und Friedr. Wilh. Schwartzkopf mit der Ermächtigung, sich durch andere Mitglieder der Handelskammer ober der Kaufmannschaft zu verstärken.
Zur Teilnahme an der zu Begin der folgenden Woche in Stettin stattfindenden Delegiertenkonferenz der deutschen Seehandelsplätze sind von der lübeckischen Kammer Stange und Lange designiert worden. Dort sollte nicht nur das Gesetz betreffend des Warenverkehres mit dem Ausland behandelt werden, sondern auch um einige andere für den deutschen Handelsstand sehr bedeutsame Fragen.

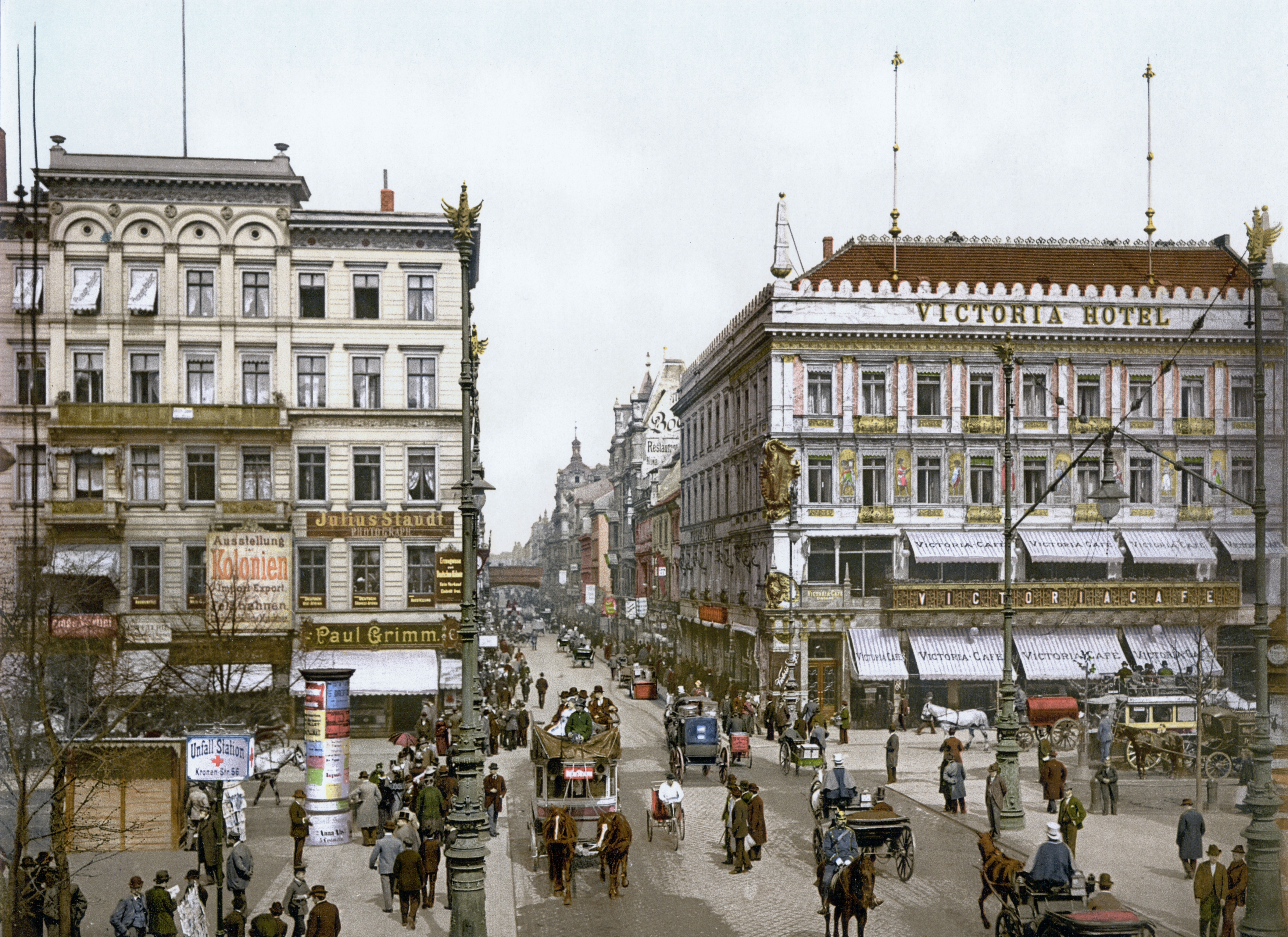
Das Victoria-Hotel mit Victoria-Café (Gebäude rechts),

Die Delegiertenversammlung zur Beratung des Gesetzes über die Statistik des Warenverkehrs mit dem Ausland fand nicht am Sitz des Vorortes Stettin statt, sondern im berliner Victoria-Hotel statt. Außer dem Gesetz standen auf der Tagesordnung die Frage der Tabaksteuer und des Monopols, die schutzzöllnerischen Bestrebungen und der aus denselben hervorgegangene autonome Zolltarif, die handelspolitische Stellung Deutschlands zu Russland, die Einführung von Getreide-, Holz- und Viehzöllen, die Errichtung eines volkswirtschaftlichen Senats und die Stellung der Seehandelsstädte zum Deutschen Handelstag.
Zu der Delegiertenkonferenz, welche zu Zweck der Zollvorlagen am 17. April 1879 in Berlin zusammentrat, wurden seitens der Handelskammer Stange und der Kammersekretär Franck dorthin abgeordnet.
In einem Schreiben vom 16. Juni 1879 bat William Thomas Mulvany aus Pempelfort (Düsseldorf), Präsident der westfälischen Exportkommission, die lübeckische Kammer in Berlin bei dessen Konferenz und Audienz zur Erwirkung von billigen Eisenbahntarifen zwischen Lübeck, dem Rheinland und Westfalen beim Minister Albert von Maybach teilzunehmen. Im Hinblick darauf, dass der dem Reichstag vorgelegte Entwurf eines Gesetzes über die Warenein- und -ausfuhrstatistik auf den Antrag Klügmanns hin an eine Kommission verwiesen worden war und Klügmann die Handelskammer ersucht hätte, ihn durch Auskunfterteilung zu unterstützen, wurde beschlossen, dass Stange als im Auftrag der Kammer zur Beratung der Vorlage nach Berlin Reisen würde.

### Gesellschaft zur Beförderung gemeinnütziger Tätigkeit
Für das austretende Mitglied des Ausschusses für den freien Schwimmunterricht der Gesellschaft zur Beförderung gemeinnütziger Tätigkeit, Ernst Ungewitter, wurden Dittmer, Johs. Carl Heinr. Friedr. Hinckeldeyn und Stange vorgeschlagen.

#### Sedanfeier
Das Komitee, das 1877 die heimische Sedanfeier konstituierte, wollte deren Bedeutung vorzuführen. In Lübecks größten Lokalen wurde diesem durch Reden, musikalische Vorträge, lebende Bilder und Festvorstellungen Ausdruck verliehen. Das Komitee beschränkte sich auf die öffentlichen Feierlichkeiten. Diese subventioberte der Staat mit 2400 ℳ.
- Fackelzug vom Domkirchhof durch die Breite Straße, Königstraße zum Markt
- Kriegervereinsbekränzung der in der Marienkirche befindlichen Tafeln mit den Gefallenen der Kriege von 1813/15 und 1870/71 mit anschließenden Gottesdienst
- Kriegervereine zogen nun zum Allgemeinen Kirchhof um die Gräber und Denkmäler der dort bestatteten deutschen und französischen Soldaten zu bekränzen
- nach der dem Festakt vorausgehenden Darbietung des heimischen Musikkorps[51] fand auf dem Markt ein aus Vorträgen der Gesangsvereine, Festrede und allgemeinen Gesang bestehender Festakt statt.[52]

### Familie
Nach Stanges Tod arbeitete Emma, seine Witwe, als Musiklehrerin und zog zunächst in das Haus der 1885 gegründeten Privatschule von Heinrich Vietig, wenig später in die Königstraße 102. Emma verstarb 1898.

## Referenzen
1. ↑  Da sich Im Verlaufe des 19. Jahrhunderts die Quartiers-Hausnummern als immer unpraktischer erwiesen, erließ der Senat am 20. Mai 1884 eine Verordnung, mit der das System der straßenweisen Orientierungsnummern, bei denen eine Straßenseite die ungeraden und die andere die geraden Gegenstücke trägt, für ganz Lübeck, also Innenstadt und Vorstädte, eingeführt wurde. Dieses Nummerierungssystem ist bis heute gültig. Aus der 727 wurde die 28.
2. ↑  siehe Lübecker Hausnummern
3. ↑  Die Untertrave 17 war bis 1884 die Trave 690.
4. ↑  Im übertragenen Sinne, besonders in der Bildungssprache, meint "kaustisch" eine scharf spöttische, bissige oder sarkastische Bemerkung.
5. ↑  Local- und vermischte Notizen. In: Lübeckische Blätter, 21. Jahrgang, Nummer 18, Ausgabe vom 2. März 1879, S. 104.
6. ↑  Local- und vermischte Notizen. In: Lübeckische Blätter, 21. Jahrgang, Nummer 19, Ausgabe vom 2. März 1879, S. 108.
7. ↑  Versammlung der Handelskammer. In: Lübeckische Blätter, 17. Jahrgang, Nummer 35, Ausgabe vom 18. April 1875, S. 183–184.
8. ↑  Local- und vermischte Notizen. In: Lübeckische Blätter, 19. Jahrgang, Nummer 21, Ausgabe vom 14. März 1877, S. 113.
9. ↑  Local- und vermischte Notizen. In: Lübeckische Blätter; 16. Jg., Nummer 45, Ausgabe vom 6. Juni 1877, S. 252.
10. ↑  Versammlung der Kaufmannschaft. In: Lübeckische Blätter, 19. Jahrgang, Nummer 50, Ausgabe vom 24. Juni 1877, S. 283.
11. ↑  Versammlung der Handelskammer vom 8. Januar. In: Lübeckische Blätter, 20. Jahrgang, Nummer 6, Ausgabe vom 20. Januar 1878, S. 34.
12. ↑  Local- und vermischte Notizen. In: Lübeckische Blätter, 21. Jahrgang, Nummer 50, Ausgabe vom 9. Juli 1879, S. 320.
13. ↑  Local- und vermischte Notizen. In: Lübeckische Blätter, 23. Jahrgang, Nummer 54, Ausgabe vom 6. Juli 1881, S. 312.
14. ↑  Local- und vermischte Notizen. In: Lübeckische Blätter, 25. Jahrgang, Nummer 43, Ausgabe vom 30. Mai 1883, S. 252.
15. ↑  Versammlung der Kaufmannschaft. In: Lübeckische Blätter, 25. Jahrgang, Nummer 50, Ausgabe vom 24. Juni 1883, S. 295.
16. ↑  Versammlung der Handelskammer. In: Lübeckische Blätter, 21. Jahrgang, Nummer 93, Ausgabe vom 19. November 1879, S. 526.
17. ↑  Local- und vermischte Notizen. In: Lübeckische Blätter, 22. Jahrgang, Nummer 58, Ausgabe vom 21. Juli 1880, S. 340.
18. ↑  Versammlung der Handelskammer. In: Lübeckische Blätter, 22. Jahrgang, Nummer 71, Ausgabe vom 3. September 1880, S. 407.
19. ↑  Handelskammer., in Lübeckische Blätter; 25. Jg., Nummer 51, Ausgabe vom 27. Juni 1883, S. 299–300.
20. ↑   Der lübeckische Zweigverein zur Hebung der Fluß- und Canalschiffahrt. In: Lübeckische Blätter; 20. Jg., Nummer 41, Ausgabe vom 25. Mai 1878, S. 243.
21. ↑   Local- und vermischte Notizen. In: Lübeckische Blätter; 21. Jg., Nummer 87, Ausgabe vom 31. Oktober 1880, S. 504.
22. ↑  Versammlung der Handelskammer. In: Lübeckische Blätter, 24. Jahrgang, Nummer 7, Ausgabe vom 22. Januar 1882, S. 38.
23. ↑   Local- und vermischte Notizen. In: Lübeckische Blätter; 21. Jg., Nummer 19, Ausgabe vom 5. März 1879, S. 108.
24. ↑  Bürgerschaftswahl. In: Lübeckische Blätter, 19. Jahrgang, Nummer 49, Ausgabe vom 20. Juni 1877, S. 275.
25. ↑  Local- und vermischte Notizen. In: Lübeckische Blätter, 20. Jahrgang, Nummer 44, Ausgabe vom 2. Juni 1878, S. 264.
26. ↑  Bürgerschaftswahl im Jakobi Quartier und in der Vorstadt St. Gertrud. In: Lübeckische Blätter, 25. Jahrgang, Nummer 50, Ausgabe vom 24. Juni 1883, S. 289.
27. ↑  Bürgerausschuß am 17. Juli. In: Lübeckische Blätter, 20. Jahrgang, Nummer 57, Ausgabe vom 17. Juli 1878, S. 336.
28. ↑   Local- und vermischte Notizen. In: Lübeckische Blätter; 21. Jg., Nummer 19, Ausgabe vom 5. März 1879, S. 108.
29. ↑   Verhandlungen der Bürgerschaft. In: Lübeckische Blätter, 17. Jahrgang, Nummer 58, Ausgabe vom 21. Juli 1875, S. 329–330.
30. ↑  Bürgerausschuß am 15. März. In: Lübeckische Blätter, 18. Jahrgang, Nummer 22, Ausgabe vom 15. März 1876, S. 128.
31. ↑  Bürgerausschuss am 8. Januar. In: Lübeckische Blätter, 21. Jahrgang, Nummer 3, Ausgabe vom 8. Januar 1879, S. 13–14.
32. ↑  Bürgerausschuß am 23. Juli. In: Lübeckische Blätter, 21. Jahrgang, Nummer 59, Ausgabe vom 23. Juli 1879, S. 335–336.
33. ↑  Bürgerausschuß den 31. März. In: Lübeckische Blätter, 22. Jahrgang, Nummer 26, Ausgabe vom 31. März 1880, S. 155.
34. ↑  Niedersetzung := Einsetzung (einer Person), Einberufung (eines Gremiums)
35. ↑  Local- und vermischte Notizen. In: Lübeckische Blätter, 18. Jahrgang, Nummer 88, Ausgabe vom 1. November 1876, S. 522.
36. ↑  Die hiesige Israelische Gemeinde. In: Lübeckische Blätter, 18. Jahrgang, Nummer 90, Ausgabe vom 8. November 1876, S. 534.
37. ↑  Local- und vermischte Notizen. In: Lübeckische Blätter, 15. Jahrgang, Nummer 86, Ausgabe vom 29. Oktober 1873, S. 478.
38. ↑  Local- und vermischte Notizen. In: Lübeckische Blätter, 16. Jahrgang, Nummer 57, Ausgabe vom 19. Juli 1874, S. 356.
39. ↑  Local- und vermischte Notizen. In: Lübeckische Blätter, 22. Jahrgang, Nummer 52, Ausgabe vom 30. Juni 1880, S. 308.
40. ↑  Local- und vermischte Notizen. In: Lübeckische Blätter, 21. Jahrgang, Nummer 86, Ausgabe vom 26. Oktober 1879, S. 488.
41. ↑  Local- und vermischte Notizen. In: Lübeckische Blätter, 18. Jahrgang, Nummer 101, Ausgabe vom 17. Dezember 1876, S. 604–605.
42. ↑  Local- und vermischte Notizen. In: Lübeckische Blätter, 19. Jahrgang, Nummer 102, Ausgabe vom 23. Dezember 1877, S. 591–592.
43. ↑  Löcal- und vermischte Notizen. In: Lübeckische Blätter, 22. Jahrgang, Nummer 100, Ausgabe vom 15. Dezember 1880, S. 580.
44. ↑  Versammlung der Handelskammer. In: Lübeckische Blätter, 20. Jahrgang, Nummer 31, Ausgabe vom 17. April 1878, S. 182–184.
45. ↑  Local- und vermischte Notizen. In: Lübeckische Blätter, 20. Jahrgang, Nummer 33, Ausgabe vom 24. April 1878, S. 196.
46. ↑  Local- und vermischte Notizen. In: Lübeckische Blätter, 20. Jahrgang, Nummer 36, Ausgabe vom 5. Mai 1878, S. 196.
47. ↑  Local- und vermischte Notizen. In: Lübeckische Blätter, 21. Jahrgang, Nummer 30, Ausgabe vom 13. April 1879, S. 176.
48. ↑  Versammlung der Handelskammer. In: Lübeckische Blätter, 21. Jahrgang, Nummer 53, Ausgabe vom 2. Juli 1879, S. 307–308.
49. ↑  Gesellschaft zur Bef. gem. Thät. In: Lübeckische Blätter, 16. Jahrgang, Nummer 22, Ausgabe vom 18. März 1874, S. 135.
50. ↑  Das Festtagskomitee zur Sedanfeier 1877 bestand aus Joh. Wilh. Joach. Arndt, Anton Ferdinand Benda, Schneidermeister Joh. Friedr. Ferd. Bolling, Oberappellationsgerichtsboten Magn. Heinr. Friedr. Bonnichsen, Theodor Curtius, Waisenhausvater Aug. Jac. Evers, Korbmacher Heinr. Friedr. Ernst, Träger-Ältermann Joh. Carst. Pet. Fischer, Senatssekretär Eduard Hach, Reichstagsabgeordneten Karl Peter Klügmann, Carl Ludw. Kaibel, Fabrikant Joh. Jac. Aug. Lerchen, Fotograf Hermann Linde, Oberpostdirektor Hermann Lingnau, Carl Heinr. Müller, Georg Heinr. Niemann, Auktionator Gottl. Hans Heinr. Ollrogge, Hinrich Christian Otto, Goldschmied Joh. Heinr. Berth. Rohde, Schriftsetzer Christ. Aug. Reger, Knopfmacher Carl Joh. Heinr. Ludw. Ritter, Schulvorsteher der Höheren Mädchenschule Franz Carl Gottfr. Satori, Oberlehrer August Satori, Joh. Carl Siegfried, Stange, Apotheker Theodor Schorer, Schulrat Georg Hermann Schröder, Malermeister Carl Herm. Heinr. Stave und Gärtner Gust. Christ. Heinr. Wohlers.
51. ↑  Bis zur Gründung des heimschen Regiments war in Lübeck seit 1867 nur das Füsilierbataillon des 76er Regimentes garnisoniert.
52. ↑  Sedanfeier. In: Lübeckische Blätter, 19. Jahrgang, Nummer 68, Ausgabe vom 26. August 1877, S. 383–384.

| Personendaten    | Personendaten                   |
| ---------------- | ------------------------------- |
| NAME             | Stange, Georg Wilhelm           |
| KURZBESCHREIBUNG | Lübecker Kaufmann und Politiker |
| GEBURTSDATUM     | 19. Jahrhundert                 |
| STERBEDATUM      | 12. Oktober 1886                |
| STERBEORT        | Lübeck                          |